# Freckleton
Freckleton is een civil parish in het bestuurlijke gebied Fylde, in het Engelse graafschap Lancashire met 6019 inwoners.